# Калеты
Калеты (пол. Kalety, нем. Kalet) — город в Польше, входит в Силезское воеводство, Тарногурский повят. Имеет статус городской гмины. Занимает площадь 76,68 км². Население — 8668 человек (на 2004 год).

## История
- До 1742 года входил в состав Силезских княжеств.
- С 1742 года — в Королевстве Пруссии и по 1922 год в Германии.
- В 1922 года отошёл к Польше.
- В 1922—1939 город входил в Автономное Силезское воеводство.
- В 1939—1945 (Вторая мировая война): город вошёл в состав нацистской Германии.
- В 1945—1950 город входил в Силезско-Домбровское воеводство[1].
- В 1950—1975 — в Катовицкое воеводство[2].
- В 1975—1998 — в Ченстоховское воеводство.
- 1 января 1999 года вошёл в Силезское воеводство.

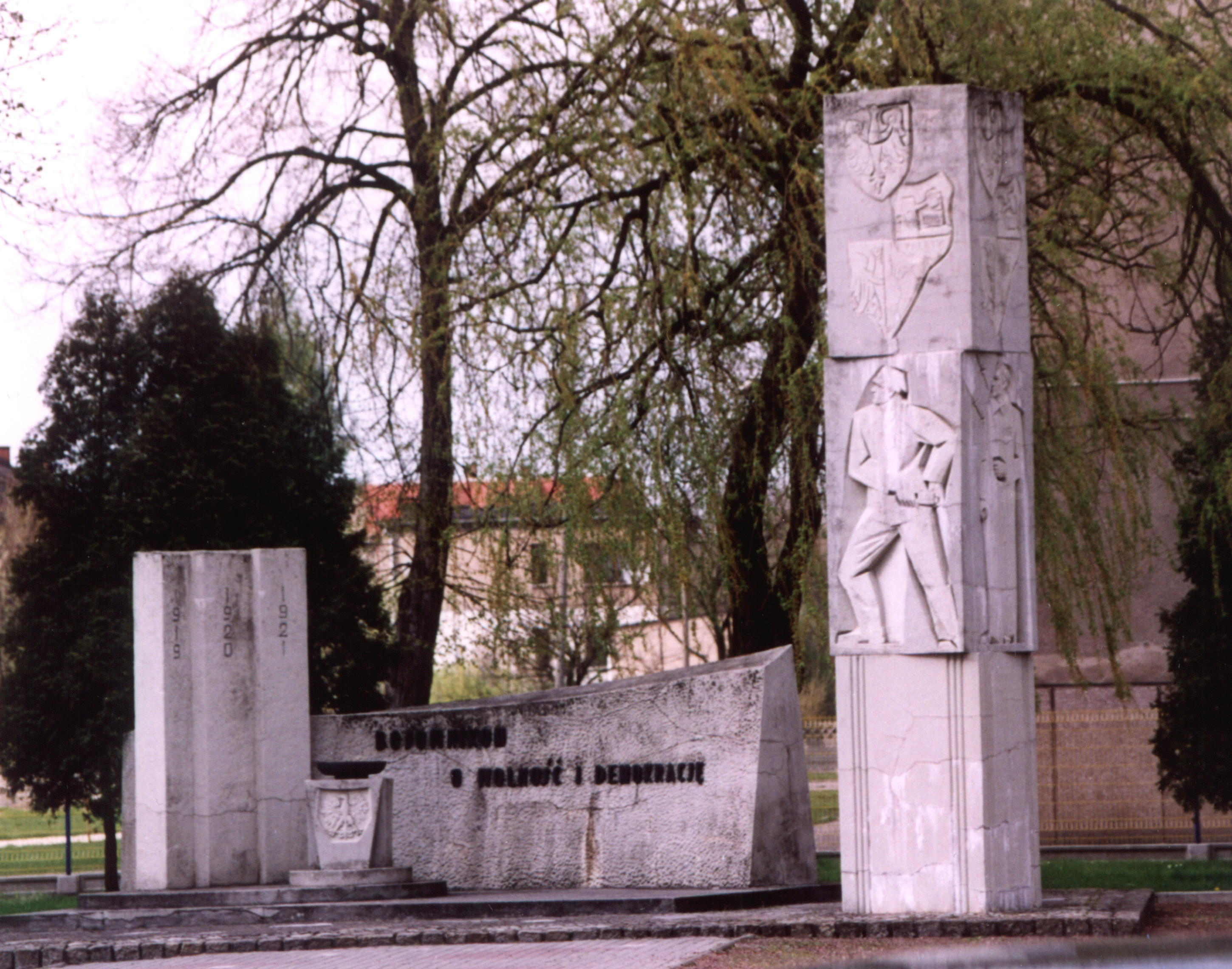
Памятник

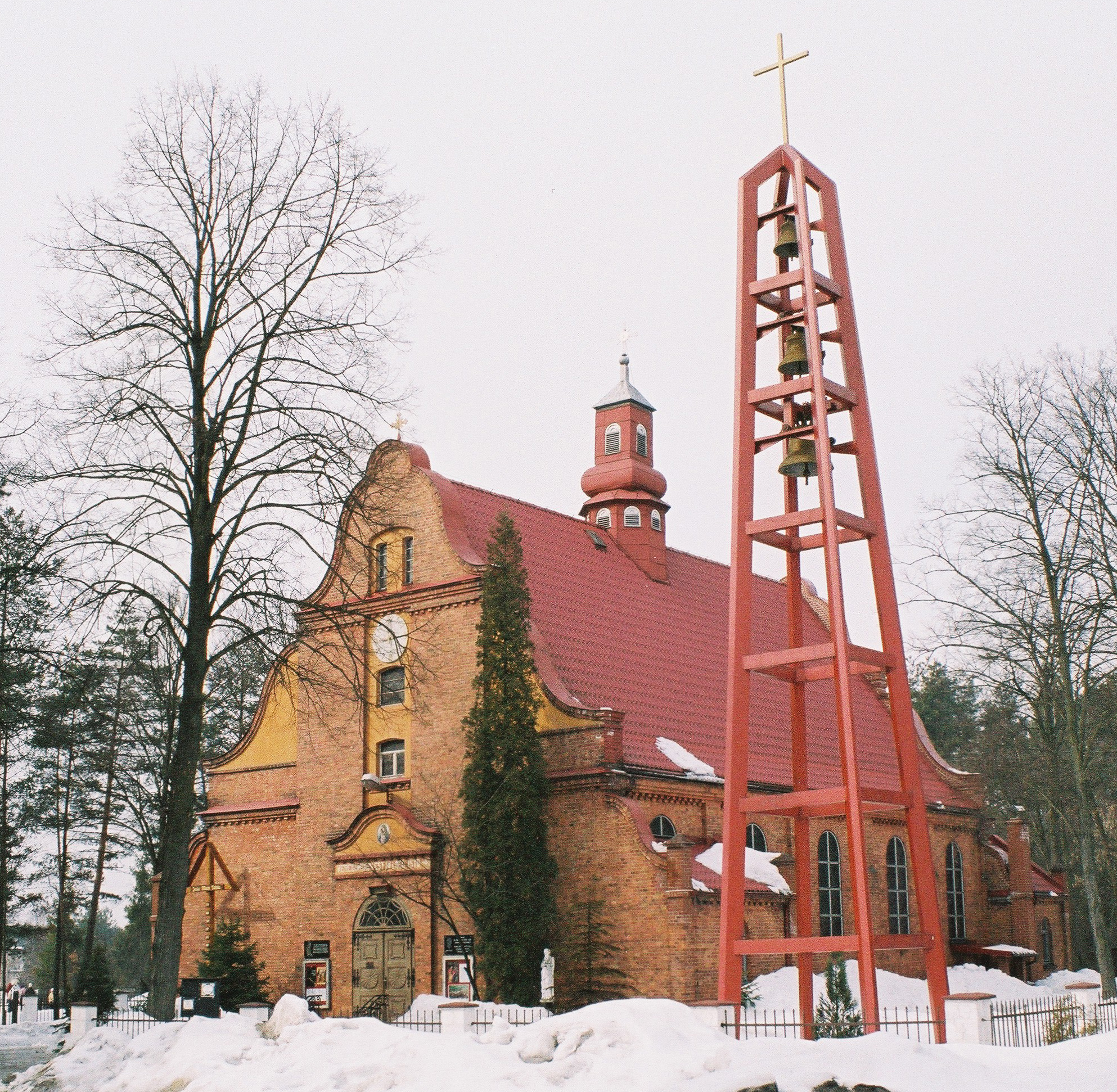
Костёл (дзельница Миотэк)